# Marxist Forward Bloc
Marxist Forward Bloc är en utbrytargrupp ur det indiska politiska partiet All India Forward Bloc. Partiet leds av Pratim Chatterjee, Västbengalens brandförsvarsminister. Chatterjee är partiet enda representant i delstatsförsamlingen, vald från Tarakeswar. MFB ingår i Left Front.